# あの人は帰ってこなかった
あの人は帰ってこなかったは、1964年に岩波書店（岩波新書）から刊行された戦争未亡人に関するルポルタージュ。編集者は菊池敬一・大牟羅良。

## 概要
菊池・大牟羅が岩手県和賀郡横川目村（現在の北上市）に住む9名の戦争未亡人を戦争中と戦後の状況を聞き取り調査をしてまとめたもの。遺族年金の低さから来る生活苦のみならず、家制度や旧態依然の村の風習の残滓に苦しむ姿、そしてタブーであった未亡人たちの性的な苦悩の告発までを克明に記録したことで、戦後20年を経ても未だに戦争の傷痕が深く残されていることを告発して当時の社会に衝撃を与えた。
1965年7月30日 - 8月20日に、フジテレビ『シオノギテレビ劇場』にてテレビドラマ化されている（プロデューサー:小川秀夫 / 脚本:清水邦夫、寺田信義 / 出演:左幸子、山本圭ほか）。
| フジテレビ シオノギテレビ劇場 | フジテレビ シオノギテレビ劇場 | フジテレビ シオノギテレビ劇場 |
| 前番組                        | 番組名                        | 次番組                        |
| ----------------------------- | ----------------------------- | ----------------------------- |
| 京マチ子アワー 朝顔           | あの人は帰ってこなかった      | 片岡千恵蔵アワー 落城         |

## 書誌情報
- 初版:1964年7月20日発行、ISBN 4004150124/ISBN 978-4004150121